# Bahnhof Lana-Burgstall

Der Bahnhof Lana-Burgstall (italienisch Stazione di Lana-Postal) befindet sich an der Bahnstrecke Bozen–Meran in Südtirol.

## Lage
Der Bahnhof liegt auf 264 m Höhe mitten im Etschtal zwischen den Dörfern Burgstall und Lana. Unmittelbar westlich neben den Gleisen fließt die Etsch vorbei, auf der gegenüberliegenden orographisch rechten Flussseite verläuft die Schnellstraße MeBo. Gleich nördlich vom Bahnhof vermittelt eine Brücke einen Straßenübergang von Burgstall, zu dessen Gemeindegebiet der Bahnhof gehört, über die Etsch nach Lana.

## Geschichte
Der Bahnhof Lana-Burgstall wurde 1881 gemeinsam mit der neu erbauten Bahnstrecke Bozen–Meran eröffnet. Zwischen 1913 und 1974 zweigte von hier die Lokalbahn Lana-Burgstall–Oberlana ab, die den Bahnhof mit dem Ortszentrum von Lana verband. Seit 1928 ergänzt ein von Angiolo Mazzoni projektierter Wohnblock für Bahnarbeiter den ursprünglichen Baubestand. Auf das Jahr 2007 datieren die letzten größeren Baumaßnahmen: Für 1,5 Millionen Euro wurden die Bahnsteige erhöht, die Beleuchtung erneuert und Weichen verlegt.

## Baulichkeiten
Die Bahnhofsanlage ist nahezu im Originalzustand erhalten geblieben. Das Aufnahmsgebäude erweckt stilistisch den Eindruck eines noblen Landhauses. Es ist zweigeschoßig, durch eine bossierte Gliederung gestaltet und hat einen T-förmigen Grundriss. Ergänzt wird es durch eine angebaute hölzerne Lagerhalle. Das Gebäude steht seit 2004 unter Denkmalschutz.
Seit 2012 befindet sich gleich neben dem Bahnhof die restaurierte Eisenfachwerkbrücke über die Etsch der ehemaligen Lokalbahn nach Oberlana.

## Funktion
Der Bahnhof Lana-Burgstall wird von Regionalzügen der Trenitalia und der SAD bedient.